# Неорационализм
Неорационализм — течение в европейской философии науки, которое является реформацией классического рационализма. Создателем неорационализма принято считать Гастона Башляра, французского философа и искусствоведа, хотя также есть множество других философов, таких как Фердинанд Гонсет, Эмиль Мейерсон, Жан Пиаже и другие философы, в том числе и критического рационализма, которые теоретически тоже могли быть отцами-основателями неорационализма.

## История
Появление этого течения в 20-х — 40-х годах XX века обусловлено кризисом классического рационализма. Причиной этого кризиса стали изначальные ошибки классического рационализма, абсолютизировавшего научное познание, в частности утверждавшего неизменяемость научных понятий и выводов. Последним ударом по уже и так хрупкой теории классического рационализма стала знаменитая теория относительности Альберта Эйнштейна, которая меняла понятия и выводы классической механики Ньютона. Время, которое у Ньютона было абсолютным, стало относительным и зависящим от скорости объекта, а скорость света, которая, согласно Ньютону, должна была складываться со скоростью его источника, стала абсолютной и независящей от скорости источника света.
В результате кризиса классического рационализма появились философские течения, релятивизирующие научное познание, такие как философский релятивизм, онтологический релятивизм, лингвистический релятивизм и постпозитивизм. Поборники классического рационализма пытались либо отстоять классический рационализм, либо переделать его и привести в соответствие с действительным положением дел в науке, физике в частности. Среди пытавшихся переделать классический рационализм наиболее заметны когнитивные постпозитивисты, такие как Поппер, Лакатос, Лаудэн и др. Признавая, что наука не привязывает своих понятий к опыту, утверждая, что она принципиально погрешима, любая теория будет рано или поздно опровергнута и что она периодически меняет метод обоснования своих теорий, они пытались все же защитить особый эпистемологический статус науки, найти критерии, отличающие ее от не науки.
Поппер для этого изобрел фаллибилизм, суть которого — требование принципиальной проверяемости утверждений научной теории опытным путем. Например, утверждение, что море волнуется, потому что Нептун сердится, невозможно проверить опытным путем, значит — это не наука. Поппер утверждает, что хоть наука и не дает истины (принципиально погрешима) и не дает надежного и неизменного обоснования для своих теорий, но отличается от не науки все же тем, что делает обоснованный выбор между теориями на предмет их большей близости к истине: «Я говорю о предпочтительности теории, имея в виду, что эта теория составляет большее приближение к истине и что у нас есть основания так считать или предполагать».
Еще одна попытка переделать классический рационализм, приведя его в соответствие феноменам реальной науки, принадлежит представителям школы неорационализма, в центре которой стоит французский философ Башляр. В большинстве своих позиций эти философы совпадают с постпозитивистами даже не когнитивными, а социальными. Они отрицали независимость добытых разумом истин от социокультурных подтекстов. В той или иной формулировке признавали попперианскую опровержимость научных теорий, «постоянную принципиальную проблематичность рационального познания» и т. п. Вслед за Куайном признавали, что научные понятия никак не привязаны к опыту. Но при этом башляровские неорационалисты претендовали на то, что они все-таки защищают особый эпистемологический статус науки, ее принципиальное отличие от всего, что не есть наука. В этом контексте они говорили об адекватности научных теорий, понимая под ней соответствие выводов теории фактам.